# Magenta
Boja Magenta:
- je osnovna komplementarna boja (uz žutu i cijan)
- nastaje aditivnim miješanjem sljedećih boja: crvena i plava
- ima u RGB-u vrijednost (255, 0, 255) decimalno ili FF00FF heksadecimalno